# Zentrale Rio
Zentrale Rio ist ein deutscher Spielfilm aus dem Jahre 1939 von Erich Engels. In den Hauptrollen sind die Schauspielerinnen Leny Marenbach, Camilla Horn und Ita Rina zu sehen. Dem Film liegt der im selben Jahr erschienene Roman …schoß Chiquita? von Rudolf Dortenwald zugrunde.

## Handlung
Die junge deutsche Witwe Maria Halmborg hat von einem gewissen Herrn Gomez einen Brief aus Rio erhalten, der sie regelrecht elektrisiert: Ihr Mann Erik soll angeblich noch leben! Erik ist seit anderthalb Jahren verschollen und galt bis dato als tot. Sofort macht sich Maria auf den Weg. Auf dem Ozeandampfer, mit dem sie sich von Hamburg nach Rio de Janeiro einschifft, lernt sie einen jungen Herrn namens Georg Michael Wenk kennen, seines Zeichens Kaufmann. Der Prokurist ist auf dem Weg in die brasilianische Metropole, um vor Ort für seine Firma Kaffeebohnen en gros einzukaufen. Wenk bietet der Brasilien-Unerfahrenen an, ihr vor Ort bei der Suche zur Seite zu stehen. In Rio angekommen, erfährt Maria, dass ihr Gatte vor Ort unter dem Namen Salieri eine zweite Ehe eingegangen sein soll.
Mit Wenk an ihrer Seite fährt Maria zur von Gomez genannten Adresse. Sie betritt eine Villa, während Wenk draußen wartet. Der hört plötzlich Schüsse fallen und sieht, wie eine Frau durch den villeneigenen Garten türmt. In dem Haus entdeckt Maria ihren Gatten – erschossen! Da Maria und Wenk als Einzige vor Ort angetroffen werden, nimmt die brasilianische Polizei die beiden als oberste Tatverdächtige vorläufig fest. Wenig später setzt man sie aber mangels Beweisen wieder auf freien Fuß. Die Polizei glaubt nämlich, in Chiquita Salieri, Eriks zweiter Frau, die Mörderin des Bigamisten ausgemacht zu haben. Denn die Dienstboten sagen aus, dass Chiquita mit ihrem Ehemann jüngst ordentlich in Streit geraten war, weil sie eine Affäre mit dem Kapellmeister Ricardo Perez gehabt haben soll. Die Polizei, vertreten durch die erfahrenen Kommissare Dossa und Gaveira, findet rasch heraus, dass die Tatwaffe Senhor Perez gehört. Daraufhin gesteht Chiquita augenblicklich die Tat, verstrickt sich aber bei dem anschließenden Verhör in Lügen und Widersprüche. Und so sieht sich die Polizei dazu gezwungen, Chiquita wieder freizulassen.
Kapellmeister Perez, in Wahrheit niemand anderes als Marias Tippgeber Gomez, sagt nunmehr aus, dass die Chansonsängerin Diane Mercier, die im selben Theater wie er auftritt, ebenfalls Zugang zu seinem Revolver gehabt hätte. Bei ihrer Befragung gesteht Diane, dass sie am Mordabend Erik Salieri aufgesucht habe. Sie wollte ihn mit vorgehaltener Waffe dazu zwingen, Auskunft über das Schicksal ihrer Schwester zu geben. Diese junge Frau, die seit geraumer Zeit verschwunden ist, sei, so Diane, von Erik in die Heroinabhängigkeit getrieben worden. Es sei dabei zu einem Handgemenge gekommen, bei dem Diane Perez’ Pistole verloren habe. Daraufhin sei sie aus dem Haus geflohen, so wie Wenk es gesehen hatte. Geschossen habe sie, so Diane Mercier, jedoch nicht.
Die Dinge geraten in Bewegung, als Maria Halmborg entführt wird. Der Entführer wurde offenbar von Maria dabei beobachtet, wie er ihren Gatten ermordet hatte. Ganz offensichtlich entstammt der Täter dem Drogenhändler-Milieu. Die Dealer sind derzeit gerade dabei, Kisten mit dem Stoff an einer bestimmten Stelle im Atlantik vor Rio zu versenken. Möglicherweise kam ihnen dabei Erik in die Quere. Fieberhaft suchen die Kommissare Dossa und Gaveira, die fest an eine Verbindung zwischen den Drogendeals und der Ermordung Salieris glauben, nach der entführten Maria. Mit ihr wurde auch der kleine schwarze Hotelpage Chico entführt, der aber in der Zwischenzeit fliehen konnte und die Polizei auf die richtige Spur bringt. Die kann daraufhin das Drogennest, die Zentrale Rio, hochnehmen und Maria befreien. Doch der Ganovenboss ist ausgeflogen, und so benutzt die Polizei die Deutsche als Köder für die Verbrecher. Tatsächlich kidnappen die Gangster auf einem Fest Maria erneut. Nun schlägt die Polizei endgültig zu. Dossa und Gaveira verhaften als Kopf der Bande einen gewissen Marquez Cabana, der sich auch als Mörder Eriks erweist. Er hatte Marias Gatten erschossen, weil er diesen für unzuverlässig hielt. Maria und Wenk reisen nach Deutschland heim und verloben sich an Bord.

## Produktionsnotizen
Zentrale Rio wurde ab dem 19. Mai 1939 bis in den Juli desselben Jahres hinein in Hamburg (Außenaufnahmen) sowie im Filmstudio gedreht und am 5. Oktober 1939 im Berliner Atrium uraufgeführt. Die Herstellungskosten beliefen sich auf äußerst moderate rund 668.000 Reichsmark. Bis Februar 1941 betrugen die Einnahmen 1,452 Millionen RM. Damit galt Zentrale Rio als beachtlicher Kassenerfolg. Am 15. August 1983 erfolgte die deutsche TV-Premiere beim DDR-Fernsehen.
Alf Teichs war Chefdramaturg. Herstellungsgruppenleiter Otto Lehmann übernahm auch die Herstellungsleitung, Herbert Sennewald war einer von zwei Aufnahmeleitern. Willi A. Herrmann gestaltete die Filmbauten. Nebendarsteller Reinhold Bernt diente gemeinsam mit Co-Autor Ebbecke auch als Regieassistent. Es sang Rudi Schuricke.
Die Jugoslawin Ita Rina, die vor allem in den ausgehenden Stummfilmjahren mehrfach in Berliner Filmateliers gestanden hatte, kehrte hier für eine der drei weiblichen Hauptrollen ins Reich zurück und beendete anschließend nahezu vollkommen ihre Filmkarriere.
Für Werner Fuetterer, der eine der beiden männlichen Hauptrollen erhielt, war dies der erste Film, in dem er nach seiner Rückkehr von einer Theatertournee in den Vereinigten Staaten spielte.
Zwei Musiktitel wurden gespielt: Camilla Horn sang das Lied „Ich halte nichts von der Liebe“, Rudi Schuricke sang „Señorita“.
Bei dem damaligen Teenager Helmut Egiomue (1928–1993), dem Sohn eines Bäckers und Konditors aus der einstigen deutschen Kolonie Kamerun, handelt es sich um einen der wenigen schwarzafrikanischen Darsteller, die im Film des Dritten Reichs hin und wieder für so genannte „Exotenrollen“ vor die Kamera geholt wurden. Egiomue war hier in einer Pagenrolle zu sehen und überstand die rassistische Verfolgung durch die Nationalsozialisten im Zweiten Weltkrieg als Zwangsarbeiter in der reichsdeutschen Aluminiumherstellung.

## Kritik
„Mysteriöse Abenteuer in tropischer Nacht bestimmen … das Geschehen auf der Leinwand.“